# Leiperenia
Leiperenia (nach Robert Thomson Leiper) ist eine Gattung der Spulwürmer mit drei Arten, die bei Rüsseltieren parasitieren.

## Merkmale
Cobboldina sind Atractinae, bei denen der Vorderabschnitt des Ösophagus (Corpus) kurz, etwa ein Viertel der Gesamtlänge ist.

## Systematik
Zur Gattung gehören folgende Arten:
- Leiperenia galebi Khalil, 1922
- Leiperenia leiperi Khalil, 1922
- Leiperenia moreli Chabaud, Cuisance & Colas, 1989